# Literaire trilogie
De literaire trilogie is een term die oorspronkelijk bij de (Griekse) klassieken gebruikt werd voor drie inhoudelijk samenhangende treurspelen die op één dag werden opgevoerd. De term werd later overgenomen voor elk drietal drama's waarvan de afzonderlijke delen na elkaar één geheel vormen. Vaak strekt de verhaallijn zich uit over een reeks van jaren, met meestal dezelfde hoofdpersonen.

## Drieluik
Letterkundige werken als toneelstukken, poëzie en romans, maar ook muziek (Wagner), films en stripverhalen kunnen de vorm van een drieluik hebben.
Voorbeelden uit de dramaturgie zijn Aischylos: Oresteia (5e eeuw v. Chr.) of Joost van den Vondel: Josephtrilogie (1640). Romans in drieluik zijn veelal in historiserende stijl geschreven familiegeschiedenissen, zoals Margaret Mitchell: Gejaagd door de wind (1936) of Maurice Denuzière: Louisiana (1979). Beide romans spelen zich af tijdens de Amerikaanse Burgeroorlog.
Beroemd was destijds Het geslacht Bjørndal van Trygve Gulbranssen (1935), een roman in drie vervolgdelen over een boerenfamilie op het Noorse platteland in de jaren 1760-1810. De boeken werden in 30 talen vertaald en na de oorlog verscheen een verfilming van het deel 'Eeuwig zingen de bossen'.
Ágota Kristóf werd in 1986 op slag beroemd met haar roman 'Het dikke schrift' (Le grand cahier), dat door de critici beschouwd werd als een esthetische en literaire revolutie. Het deels autobiografisch boek beschrijft het leven en overleven van een tweeling gedurende de oorlog. 'Het bewijs' en 'De derde leugen' volgden hierop en kunnen gelezen worden als vervolgdelen van de eerste roman. Deze later als trilogie uitgegeven romans zijn samen bekend onder de naam Tweelingentrilogie.
Bekende Nederlandse romans in trilogievorm zijn: Jan de Hartogs Gods geuzen (1949) en 
Anton Roothaerts Vlimmen-reeks. Ook streekromans kunnen als drieluik zijn geschreven. Succesvolle auteurs van lijvige boeken op dit gebied zijn o.a. Leni Saris, Mien van 't Sant, Kathinka Lannoy en J. Visser Roosendaal.

## Fantasy
Ook fantasy-adventure romans komen voor in trilogievorm, zoals J.R.R. Tolkien : In de ban van de ring (1956). Boeken over Harry Potter zijn als filmtrilogie uitgebracht. Het Transgalactisch liftershandboek van Douglas Adams is in boekvorm uitgebracht als een trilogie in vijf delen.
Succesvolle trilogieschrijvers in het buitenland zijn o.a. Paul Auster: de New York-trilogie, en recentelijk de misdaad-mega-hit van Stieg Larsson: Millennium-trilogie.

## Voorbeelden
- De Caïrotrilogie (1956-1957) door Nagieb Mahfoez
- Het geslacht Bjørndal (1933-1935) door Trygve Gulbranssen
- In de ban van de ring (1954-1955) door J.R.R. Tolkien
- De Millennium-trilogie (2005-2006) door Stieg Larsson
- De Tweelingentrilogie (1986-1991) door Ágota Kristóf
- De Zevenburgentrilogie (1934-1940) door Miklós Bánffy